# Weylsches Einbettungsproblem
Das Weylsche Einbettungsproblem ist ein klassisches Problem der Differentialgeometrie und wurde erstmals 1916 von Hermann Weyl formuliert. Es hat
Generationen von Mathematikern beschäftigt und wurde 1953 von Louis Nirenberg mit Hilfe einer Monge-Ampèreschen Gleichung gelöst, jedoch unter 
sehr restriktiven Bedingungen. Das Weylsche Einbettungsproblem ist dem Minkowski-Problem sehr verwandt.

## Formulierung
Gibt es zu jeder auf der Einheitssphäre gegebenen positiv definiten quadratischen Form mit positiver gaußscher Krümmung eine konkrete Realisierung durch eine Fläche (d.h. eine Einbettung) im {\displaystyle \mathbb {R} ^{3}}, also eine Fläche, die diese Form als erste Fundamentalform besitzt?
Etwas kürzer und abstrakter:
Sei {\displaystyle \mathrm {d} s^{2}} eine positiv definite Metrik auf der Einheitssphäre {\displaystyle S^{2}} mit überall positiver Gaußkrümmung. Kann dann die riemannsche Mannigfaltigkeit {\displaystyle (S^{2},\,\mathrm {d} s^{2})} isometrisch in den {\displaystyle \mathbb {R} ^{3}} eingebettet werden?

## Lösung
Bedeutende Antworten auf das Weylsche Einbettungsproblem gaben zunächst Hans Lewy (1938) und später Louis Nirenberg (1953) in einer allgemein als bahnbrechend angesehenen Arbeit. Die bislang letzte Antwort auf das Weylsche Einbettungsproblem gab Erhard Heinz 1962, sie lautet: „Ja, wenn die erste Fundamentalform dreimal differenzierbar ist.“ Es ist nicht bekannt, ob eine Einbettung auch mit schwächeren Anforderungen an die Regularität der ersten Fundamentalform möglich ist.